# Ринчине (Фиренца)
Ринчине је насеље у Италији у округу Фиренца, региону Тоскана.
Према процени из 2011. у насељу је живело 16 становника. Насеље се налази на надморској висини од 475 м.